# 大久保利通
大久保 利通（おおくぼ としみち、文政13年8月10日〈1830年9月26日〉- 明治11年〈1878年〉5月14日）は、日本の政治家、武士（旧薩摩藩士）。幼名は正袈裟、通称は正助、一蔵、諱は利済、のち利通、号は甲東。位階・勲等は贈従一位勲一等。
明治維新の元勲であり、西郷隆盛、木戸孝允と並んで「維新の三傑」と称され、「維新の十傑」のひとりでもある。初代内務卿で、内閣制度発足前の日本国政府（太政官）の実質的・事実上の初の内閣総理大臣。

## 生涯

### 生い立ち
文政13年8月10日（1830年9月26日）、薩摩国鹿児島城下高麗町（現・鹿児島県鹿児島市高麗町）に、薩摩藩士・大久保利世と福の間に長男として生まれる。幼名は正袈裟（しょうけさ）。家格は御小姓与と呼ばれる下級藩士とされている。幼少期に加治屋町（下加治屋町方限）移住。加治屋町の郷中や藩校造士館で西郷隆盛や税所篤、吉井友実、海江田信義らと共に学問を学び親友・同志となった。子供の頃は、当時禁忌とされていた桜島の火口に石を投げ落としたり、温泉で滝水を使った温度調整をいじって温泉客を驚かせたりと、悪戯小僧であった。武術は胃が弱かったため得意ではなかったが、学問は郷中のなかでは抜きんでていた。
天保15年（1844年）に元服し、正助（しょうすけ）と名乗る。

### 幕末
弘化3年（1846年）より藩の記録所書役助として出仕。嘉永3年（1850年）のお由羅騒動で父・利世は喜界島に流罪、それに連座して職を罷免され謹慎処分となり、貧しい生活を強いられる。島津斉彬が藩主となると謹慎を解かれ、嘉永6年（1853年）5月に記録所に復職し、御蔵役となる。安政4年（1857年）10月1日、徒目付となる。同年11月、西郷に同伴し熊本に達し長岡監物、津田山三郎らと時事を談ずる。精忠組の領袖として活動し、安政5年（1858年）7月の斉彬の死後は、11月に失脚した西郷に代わり組を率いる。同年12月、西郷に書を送り脱藩義挙に就いて意見を問う。安政6年（1859年）11月、同志40余人と脱藩を企画する。しかし、新藩主・島津茂久から親書を降され思い留まる。同月、藩主の実父・島津久光に時事の建言を行い、税所篤の助力で接近する。篤の兄で吉祥院の住職・乗願が久光の囲碁相手であったことから、乗願経由で手紙を渡したりもしている。万延元年（1860年）3月11日、久光と初めて面会し、閏3月、勘定方小頭格となる。文久元年（1861年）9月、同志と謀り親族町田家が秘蔵していた楠木正成の木像を請い受けて伊集院石谷に社殿を造営する。同年10月23日、御小納戸役に抜擢され藩政に参与（去る10月7日には堀仲左衛門も御小納戸役に抜擢）し、家格も一代新番となる。
文久元年12月15日（1862年1月14日）から同2年（1862年）1月中旬までの間に久光から一蔵（いちぞう）の名を賜る。元年12月28日、久光の内命により京都に上る。

### 倒幕・王政復古

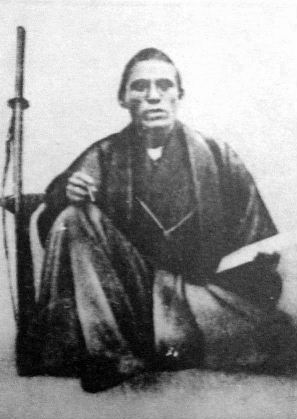
薩摩藩士時代の大久保（明治元年頃）

文久2年（1862年）、正月より久光を擁立して京都の政局に関わり、公家の岩倉具視らとともに公武合体路線を指向して、一橋慶喜の将軍後見職、福井藩主・松平慶永の政事総裁職就任などを進めた。同年正月14日、前左大臣・近衛忠煕、忠房父子に謁して、久光上京、国事周旋を行うことを内々に上陳する。同年2月1日、近衛父子の書を携えて帰藩する。同月12日、大久保らの進言を受けて久光に召喚された西郷が奄美大島より戻る。翌13日、小松清廉邸において、西郷らと久光上京に関して打ち合わせる。3月に入り、西郷が先発して村田新八らとともに上京。同月16日、久光、千人を超える兵を率いて公武合体運動推進のため上京の途に就く。大久保はこれに従った。同月30日、兵に先駆けて、下関より西郷の後を追って大久保のみ急遽東上する。4月6日、西郷と会い、京都大阪の形勢を談ずる。同月8日、播州大蔵谷において久光を迎える。同月16日、久光入京する。大久保はこれに随行。翌17日、久光は浪士鎮撫の勅命を受ける。同月19日、大久保は大阪に赴き、志士を説得する。同月23日、伏見において寺田屋騒動勃発。奈良原繁らが有馬新七らの義挙を止めるも、これを受け容れず。新七ら8名が斬られる。5月6日、大久保は、正親町三条実愛、中山忠能、岩倉具視ら諸卿に謁して、勅使を関東に下向させることに関して建策する。同月9日、久光、勅使大原重徳卿の随行を命じられる。5月20日、御小納戸頭取に昇進となる。この昇進により、小松清廉、中山尚之介と並んで久光側近となる。同日、久光、関東に向けて進発する。大久保はこれに随行する。6月7日江戸着。同月26日、大久保は、大原勅使に謁したうえで、幕閣が勅命を奉じない場合、決心する所があることを告げた。8月21日、久光江戸を出発し西上する。大久保はこれに随行する。この日、生麦事件あり。翌閏8月7日京都に着く。同月9日に久光による参内、復命。大久保はこれに随う。同月23日、久光帰藩のため京都を出発する。大久保も随行。同月30日、大久保は御用取次見習となる。文久3年（1863年）2月10日には、御側役（御小納戸頭取兼務）に昇進する。慶応元年（1865年）1月下旬から5月の間に利通と改諱する。
慶応2年（1866年）、第二次長州征討に反対し、薩摩藩の出兵拒否を行っている。慶応3年（1867年）、雄藩会議の開催を小松や西郷と計画し、四侯会議を開催させる。しかし四侯会議は慶喜によって頓挫させられたため、今までの公武合体路線を改めて武力倒幕路線を指向することとなる。
小松、西郷とともに公議政体派である土佐藩の後藤象二郎、寺村道成、真辺正心（栄三郎）、福岡孝弟、浪人の坂本龍馬、中岡慎太郎との間で将軍職の廃止、新政府の樹立等に関する薩土盟約を三本木の料亭にて結ぶも、思惑の違いから短期間で破棄。
武力による新政府樹立を目指す大久保・西郷・小松は8月14日に長州藩の柏村数馬に武力政変計画を打ち明け、それを機に9月8日に京都において薩摩藩の大久保・西郷と長州藩の広沢真臣・品川弥二郎、広島藩の辻維岳が会し出兵協定である三藩盟約を結んだ。なお、この三藩盟約書草案は大久保の自筆によって書かれたもので、現在も残っている。
10月14日、正親町三条実愛から倒幕の密勅の詔書を引き出した（ただしこの密勅には偽造説もある）大久保は、小松・西郷らと詔書の請書に署名し、倒幕実行の直前まで持ち込むことに成功した。しかし、翌日に土佐藩の建白を受けていた将軍・徳川慶喜が大政奉還を果たしたため、岩倉ら倒幕派公家とともに、王政復古の大号令を計画して実行する。王政復古の後、参与に任命され、小御所会議にて慶喜の辞官納地を主張した。

### 明治維新後

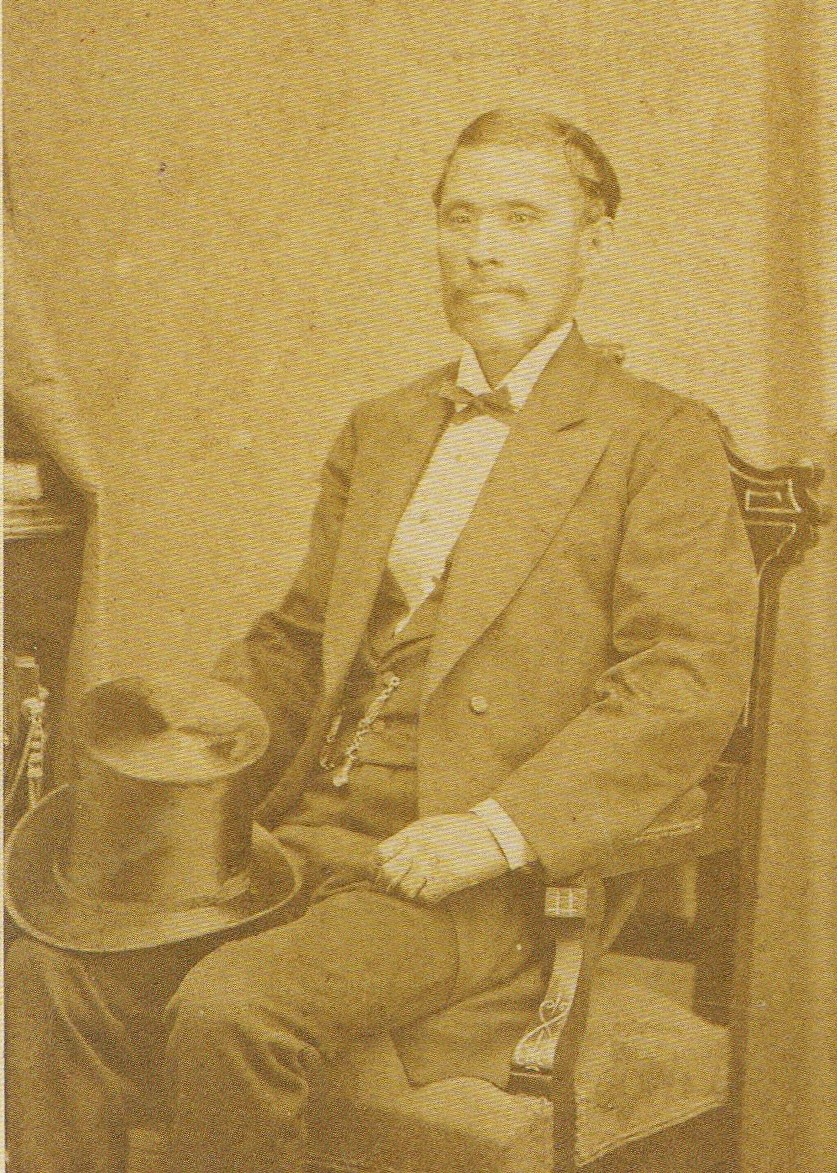
明治4年12月から翌年1月頃（サンフランシスコ）

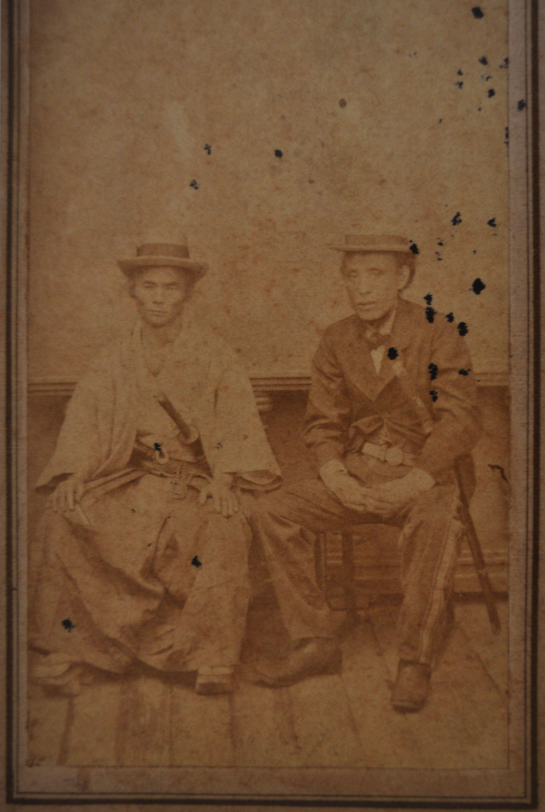
右側は大久保、左側が堺県知事時代の税所篤と思われる。大久保の日記（明治四年五月六日条）に「今日税所子同行写真所等江参」とある。大久保は洋装で、刀を差している。

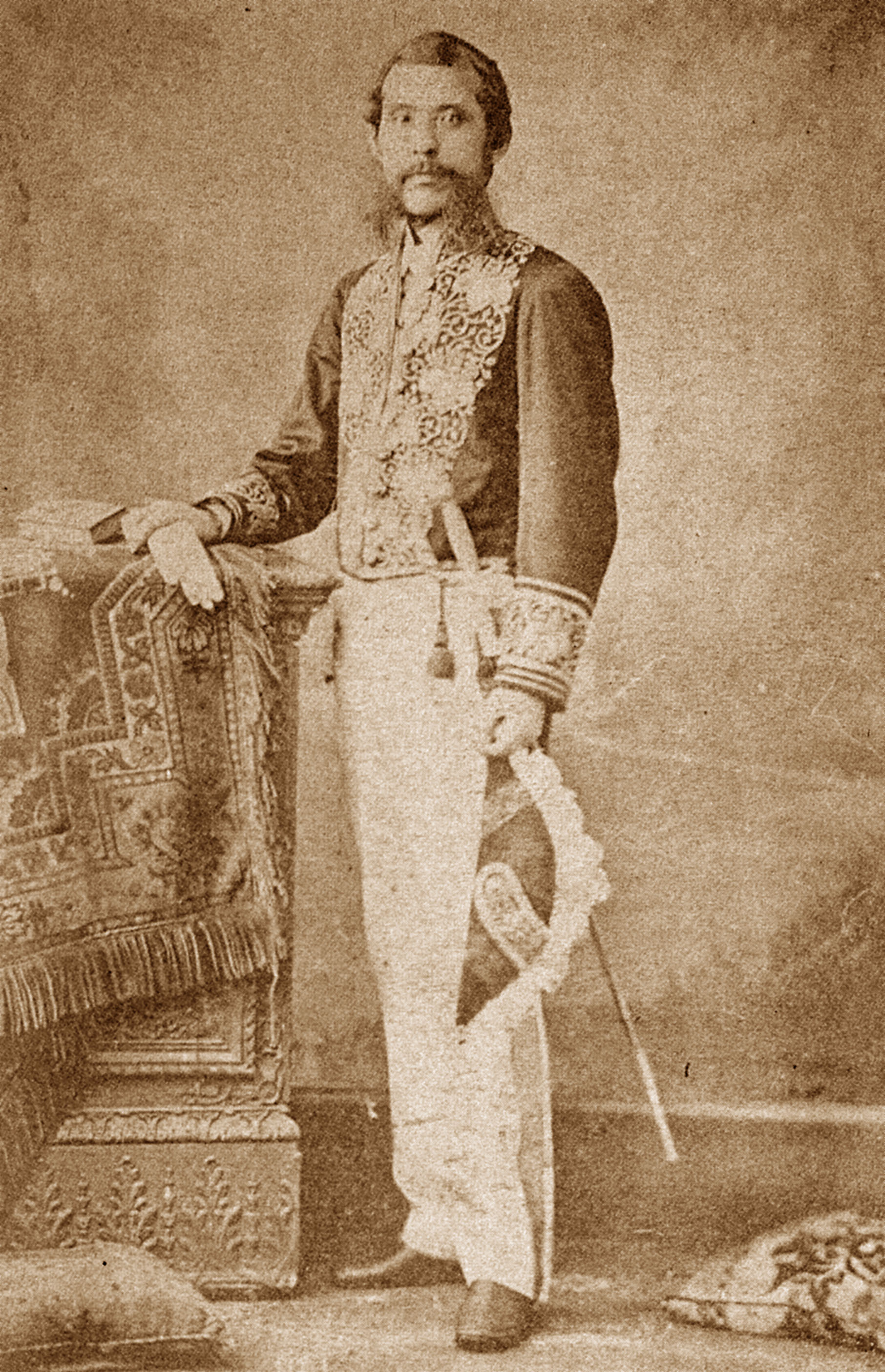
大礼服と軍刀を身に着けた大久保利通

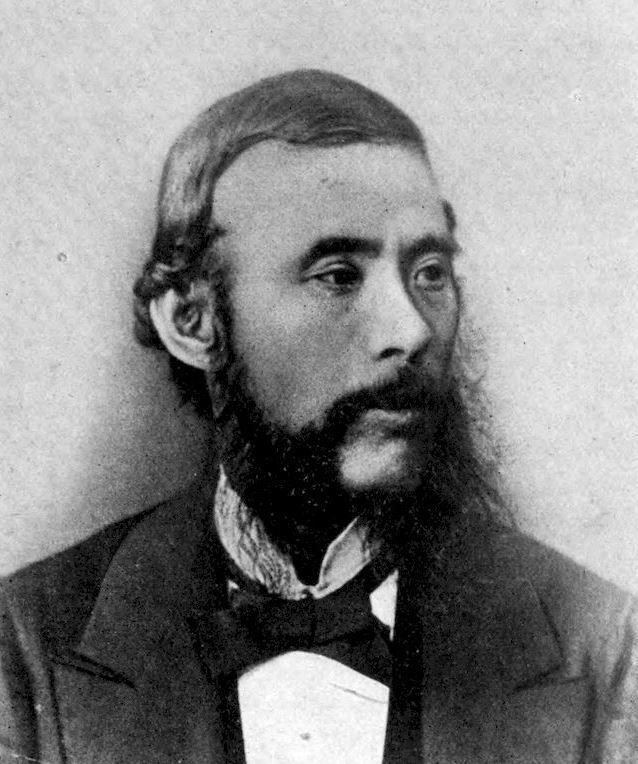
1922年、ジョン・ガビンズの日本研究書籍で維新の第一人者として紹介された。

慶応4年（1868年）1月23日、太政官にて大阪への遷都を主張する。
明治2年7月22日（1869年8月29日）に参議に就任し、版籍奉還、廃藩置県などの明治政府の中央集権体制確立を行う。
明治4年（1871年）には大蔵卿に就任し、岩倉使節団の副使として外遊する。
明治6年（1873年）に帰国。外遊中に留守政府で問題になっていた朝鮮出兵を巡る征韓論論争では、西郷隆盛や板垣退助ら征韓派と対立し、明治六年政変にて西郷らを失脚させた。同年に内務省を設置し、自ら初代内務卿（参議兼任）として実権を握ると、学制や地租改正、徴兵令などを実施した。そして「富国強兵」をスローガンとして、殖産興業政策を推進した。
明治7年（1874年）2月、佐賀の乱が勃発すると、ただちに自ら鎮台兵を率いて遠征、鎮圧している。首謀者の江藤新平ら13人を、法によらない裁判で処刑した。さらに江藤を梟首しただけでなく、首を写真撮影して、全国の県庁で晒し者にした。しかし問題にはされなかった。
また4月に台湾出兵が行われると、戦後処理のために全権弁理大臣として9月14日に清に渡った。交渉の末に、10月31日、清が台湾出兵を義挙と認め、50万両の償金を支払うことを定めた日清両国間互換条款・互換憑単に調印する。また出兵の経験から、明治8年（1875年）5月、太政大臣の三条実美に海運政策樹立に関する意見書を提出した。
台湾出兵のあいだの1873年（明治6年）10月9日、当時の日本の紙幣である明治通宝の印刷業者であり、オリエンタル・バンク（東洋銀行）の取引先であったドンドルフ・ナウマンがロンドン駐在の外交官に経営難を訴えて原版など印刷設備を日本に売却したいと申し出、ロンドン本店から横浜支店に設備代の支払請求書が送付されたとき、大久保利通と吉田清成は、横浜支店から大蔵省に送付されるその支払請求書に、支払いを求める2人の書簡を添えさせている。
大久保が目標としていた国家はプロイセン（ドイツ）であるとも、イギリスであるともいわれる。当時、大久保への権力の集中は「有司専制」として批判された。また、現在に至るまでの日本の官僚機構の基礎は、内務省を設置した大久保によって築かれたともいわれている。
明治10年（1877年）には、西南戦争で京都にて政府軍を指揮した。また自ら総裁となり、上野公園で8月21日から11月30日まで、第1回内国勧業博覧会を開催している。
その後、侍補からの要請に乗る形で自らが宮内卿に就任することで明治政府と天皇の一体化を行う構想を抱いていた。

### 暗殺

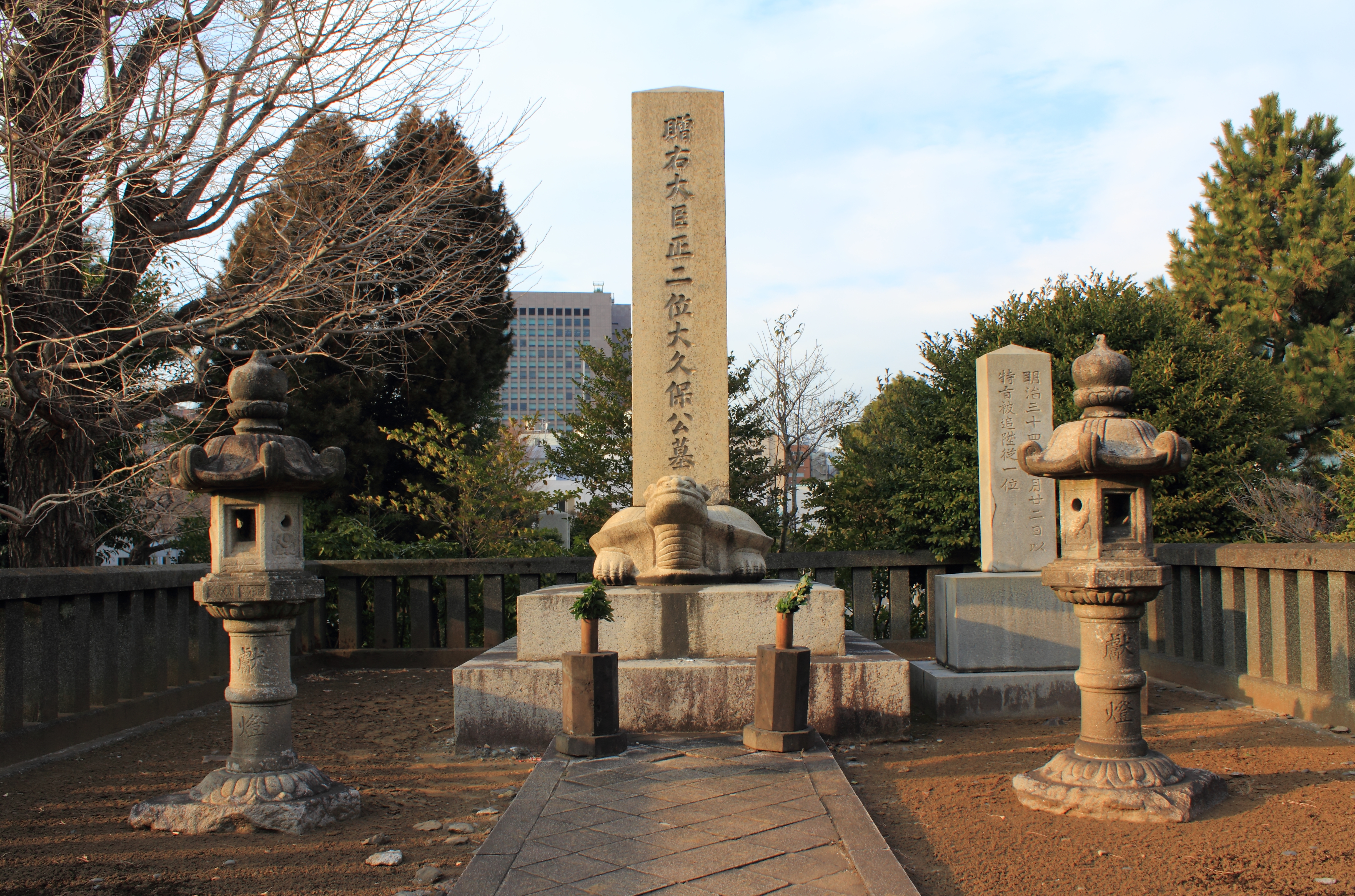
大久保の墓（青山霊園）

明治11年（1878年）5月14日、馬車で皇居へ向かっていた。大久保はその時、亡き西郷隆盛の生前の頃の手紙を読んでいたとされている。その途中、紀尾井坂付近の清水谷（東京都千代田区紀尾井町）にて6人の不平士族に殺害された（紀尾井町事件）。享年49〈数え年〉、満47歳没。墓所は東京都港区の青山霊園にある。この事件は紀尾井町清水谷で起きたにもかかわらず「紀尾井坂の変」と呼ばれている。

## 人物・逸話

大久保の銅像（鹿児島市）

- 雅号：甲東
- 座右の銘：「為政清明」「堅忍不抜」
- 尊敬する人物：徳川家康

### 仕事ぶり
- 金銭には潔白で私財を蓄えることをせず、それどころか必要だが予算のつかなかった公共事業には私財を投じてまで行い、国の借金を個人で埋めていた。そのために死後の財産が現金140円に対して8,000円もの借金が残り、所有財産も全て抵当に入っていたが[16]、大久保の志を知っていた債権者たちは借財の返済を遺族に求めなかった。政府は協議の結果、大久保が生前に鹿児島県庁に学校費として寄付した8,000円を回収し、さらに8,000円の募金を集めてこの1万6,000円で遺族を養うことにした。
- 「わしの国（薩摩）のものは政治には役に立ちません、戦にはいいが」と語り、出身藩に関わらず能力が高い者を登用した。伊地知貞馨のようにこれまで親交を結んでいた者であっても、不正（琉球から賄賂を受け取った）が明らかになった場合は容赦なく切り捨て、公正無私に取り扱った[17]。
- 寡黙で他を圧倒する威厳を持ち、冷静な理論家でもあったため、面と向かって大久保に意見できる人は少なかった。「人斬り半次郎」の異名を持つ桐野利秋（中村半次郎）も大久保に対してまともに話ができず、大酒を飲んで酔っ払った上で意見しようとしても大久保に一瞥されただけで気迫に呑まれていた。
- 大久保の部下だった河瀬秀治は、大久保没後の内務省で後任の内務卿・伊藤博文の部屋で西郷従道や中井弘が盛んに夕べの宴会の話をしたり、用もないのに中居が出入りするようになるなどの例を挙げ、「すべてが奢侈に流れ堕落した」と嘆いている。
- 今日でいう風光関係の問題にも関心があった。明治6年（1873年）に五代友厚に浜寺公園へ案内された大久保は、堺県令・税所篤が園内の松を伐採して住宅地として開発しようとするのを知り、「音に聞く 高師の浜のはま松も 世のあだ波は のがれざりけり」と反対する歌を詠んだ[注釈 5]。税所はこの歌を知り開発計画を撤回した。なお、浜寺公園の入り口付近にこの時に詠んだ歌が、「惜松碑（せきしょうひ）」として顕彰されている。

### 技能
畳を回すという技能を持っていた。薩長との会合の際、長州代表主催者、周布政之助を快く思っていなかった堀小太郎(後の伊地知貞馨)が言葉じりを捕らえ、嘲った。空気が非常に重くなったが、さらに堀は周布を嘲り続けた。怒った周布は「芸を見せる」と言い抜刀し踊り始めた。堀を斬ることを察した、長州藩の藩士が堀との間に入り抜刀して踊り止めようとし、空気に緊張感がましたその時、大久保は畳を一枚ひっぺがえし、畳を回すという芸を見せた。これで空気が弛緩し、ことなきを得た。これはのちの世で幕末の鴻門の会と呼ばれている。

### 嗜好
- 家庭内では子煩悩で優しい父親だったという。出勤前のわずか10分か15分の間を、唯一の娘である芳子を抱き上げて慈しんだ。また大久保が馬車で自宅に帰ってくると、三男の大久保利武ら子どもたちが争って、玄関に出迎え靴を脱がせようとして、勢いあまって後ろに転がるのを見て笑って喜んでいた。平生は公務が忙しく、家族と夕食を摂ることもままならなかったが、土曜日は自らの妹たちも呼んで家族と夕食を摂るようにしていた。大久保はこの土曜日の家族との夕食を無上の楽しみにしていたという。
- 趣味は囲碁。碁好きの島津久光に接近するために碁を学んだといわれるが、それ以前の嘉永元年（1848年）の日記に碁を三番打って負けたとの記述もある。また囲碁に関しては負けず嫌いで、負けたときは露骨に機嫌を悪くすることもあった。
  - 大隈重信
    - 「（碁に関しては）岩倉と大久保は両人ともなかなか上手であった。どちらかと云うと大久保の方が少し上手であった。ところが大久保は、激し易い人であったので、岩倉はその呼吸を知って居るから、対局中常に大久保を怒らせて勝ちを取った」[19]
    - 「道楽の少ない男で、碁が一番大好きであった。何処へ往くにもお高と云う女碁打（三段）を連れて歩いた。我輩の宅などへ遊びに来るにも、先づお高を先き案内に寄越すと云う風である。大久保は碁に負けると厭な顔をするけれども、決してその場では腹を立てない。併し家に帰ると家人や書生に当り散らしたそうだ。ナンでも碁に負けて帰ると、玄関から足音が違ったという評判であった」[20]

  - 本因坊秀栄 「大久保公の碁は珍しい品の好い碁であって、永年の間相手となったが、一度も手許の乱れたことはなかった」
  - 伊藤博文 「公の一番好きなのは碁じゃ。余程好きで能くやって居った。詩もチョイチョイあるが、詩人としては成功しない方だが、自分の志を云うだけのことは出来た」[21]
  - 牧野伸顕 「父は碁が非常に好きだった。あまり好きなので、体に障りはしないかと心配するものがあり、或る日松方さんが同志を代表して出掛けて行き、父に注意すると、『私に碁を止めろと言うのですか。私は碁が出来なければ死んでしまいます』と父が答えたので、勿論冗談ではあったが、死なれては困るというので、碁を止めさせる計画は沙汰止みになった。父は翌日があるので夜更しはしなかったが、少しでも暇があると碁を打っていた。気分転換の意味もあったと思う」[22]
- ヘビースモーカーで、濃厚な指宿煙草（日本で初めて栽培されたたばこ）を愛用し、子供達が朝晩パイプを掃除しなければすぐに目詰まりするほどだった。また、朝用と夜用のパイプをそれぞれ分けて使っていた（そうしなければならないほど、年中煙草を吸っていた）。
- 茶は京都宇治の玉露を濃く淹れたものを好んだ。
- 漬物も好きで、何種類か並んでいないと機嫌が悪かったという。
- 写真嫌いだった西郷隆盛とは対照的に、これを好んだため多くの肖像写真が残っている。
- 青いガラス製の洗面器具を使い、家庭内においても洋間に滞在しながら洋服を着用し、当時としては非常に洋風な生活をしていた。また頭髪をポマードでセットしていた。
- 頭頂部に大きな禿があり、それを髪で隠していたため、早朝に邸宅を訪問しても髪をセットするまで応対に現れなかったという。
  - 大隈重信 「如何いうものか頭の頂辺は早く禿げた。房やかな髭は黒々と伸び彼の通りの謹直な人で厳めしく見えたが、悲しい事には肝腎な頭の真ん中に毛が無い。そこで苦心して矢張り髭のあたりから毛を持ち運んで隠して居た。大久保は仲々御洒落で、身体の修飾をやったて、すこぶる勉強家で毎朝八時半頃から登省して事を視るという人であったが、その前にこの様なことで少なからず時間を費やしたものだ」[23]
- 明治8年（1875年）から1年かけて、麹町三年町（旧丹羽左京大夫邸及び旧佐野日向守邸跡）に白い木造洋館を建てた（建築費用は恩賜金と盟友の税所篤からの借金で賄ったとされる。後にこの邸はベルギー公使館となった）。当時は個人の家としては珍しい洋館であったが、金をかけたものではなかった。また、これとは別に高輪に純和風の別邸を所有していた。

### 士族反乱～最期

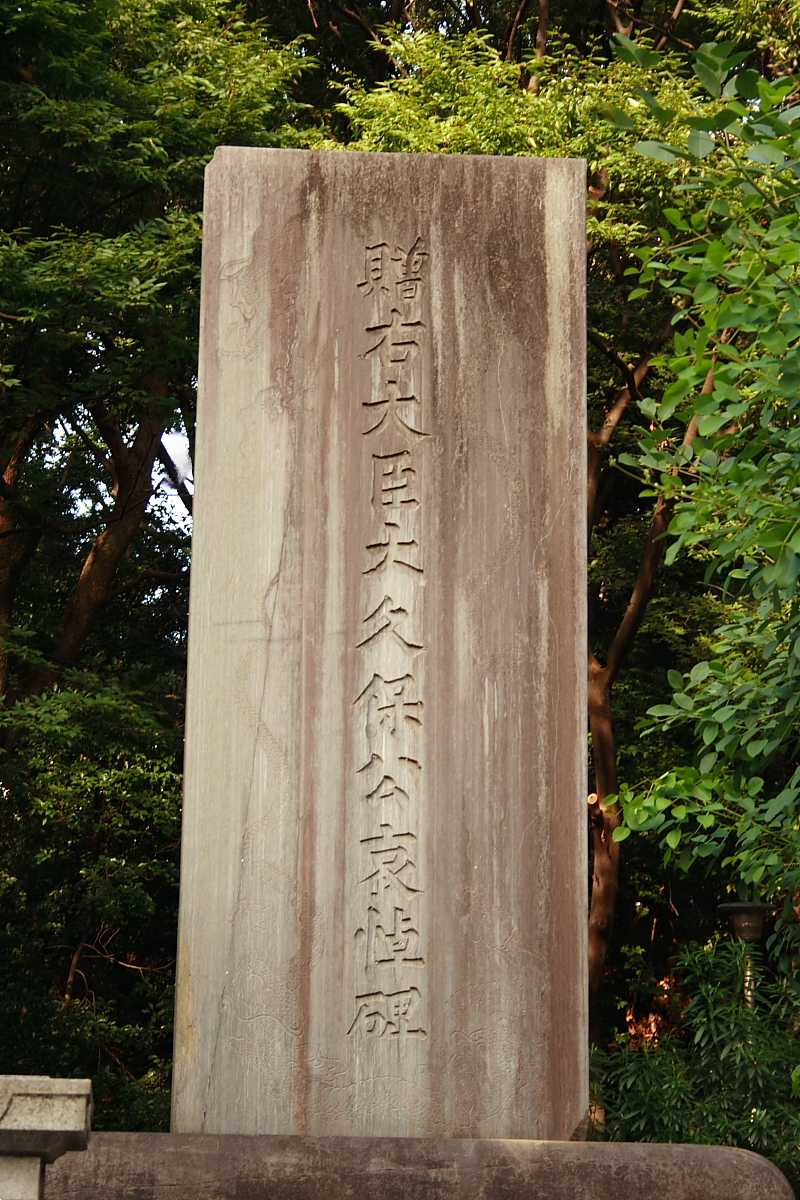
遭難地近隣の清水谷公園に立つ哀悼碑

- 征韓論で対立した江藤新平と確執があり、佐賀の乱で江藤が裁判にかけられた際には日記に「江東(ママ)陳述曖昧実ニ笑止千万人物推而知ラレタリ」、死罪判決が出た際には「江東(ママ)醜体笑止なり、今日は都合よく済み大安心」と意図的に名字の名を変え、江藤への罵倒ともとれる言葉を記している[24]。このことから「江藤を死罪にした裁判長の河野敏鎌は大久保から1,000円で買収された」[25]「上京していた江藤の弟・江藤源作を見て江藤の亡霊を見たかのように驚いた」[26]など当時から現在に至るまで様々な風説を生み出している。なお、大久保は江藤の才能を認めつつも、その強引さ故に政府を去り反乱を起こして死亡した様を秦の商鞅に例えている[27]。
- 萩の乱の一報を千坂高雅から受けると、大久保は「これ（電報）を伊藤（博文）参議の所へ持っていって、どうか木戸（孝允）さんへお渡し下さいと言ってくれ」と送り出した。意味がわからぬまま千坂が持っていくと伊藤が涙を流したため訳を聞くと、（萩の乱の首謀者である）前原一誠は木戸と伊藤が参議に推挙したが、前原について聞き及ぶところがあった大久保が難渋を示したところ、木戸が天下の志士を疑ったとして立腹したという経緯があり、木戸の面子を立てようとする大久保の配慮であった[28]。
- 西南戦争の時には、伊藤博文に対して「朝廷不幸の幸と、ひそかに心中には笑いを生じ候ぐらいにこれあり候」と鹿児島の暴徒を一掃できるとし、また西郷については、これでは私学校党に同意せず「無名の軽挙」をやらかさないだろうと書き送っている（明治10年2月7日付書簡）。一方で、「あの男のことだから進退去就には困っているだろう」として、勅使を立てて明治天皇の意向を伝えて挙兵を防ごうとし、その意向を受けて西郷の縁戚の川村純義が会見を試みたが、実現しなかった。周囲の者達が西郷が乱に与するに違いないと伝えても、大久保は最後まで西郷の不参加を信じて疑わなかったが、西郷が反乱軍を率いて鹿児島を出立したという確報や証拠を突きつけられ、「そうであったか」と言って涙を流した[29]。大久保は西郷と会談したいと鹿児島への派遣を希望したが、大久保が殺されることを危惧した伊藤博文らに朝議で反対されたため、希望は叶わなかった。
- 西郷死亡の報せを聞くと号泣し、時々鴨居に頭をぶつけながらも家の中をグルグル歩き回っていた（この際、「おはんの死と共に、新しか日本が生まれる。強か日本が……」と呟いた[30]）。西南戦争終了後に「自分ほど西郷を知っている者はいない」と言って、西郷の伝記の執筆を重野安繹に頼んだりもしていた[31]。また暗殺された時には、生前の西郷から送られた手紙を持っていたとされる[32]。
- 明治11年（1878年）に暗殺される日の朝、福島県令・山吉盛典に対し、「ようやく戦乱も収まって平和になった。よって維新の精神を貫徹することにするが、それには30年の時期が要る。それを仮に三分割すると、明治元年から10年までの第一期は戦乱が多く創業の時期であった。明治11年から20年までの第二期は内治を整え、民産を興す即ち建設の時期で、私はこの時まで内務の職に尽くしたい。明治21年から30年までの第三期は後進の賢者に譲り、発展を待つ時期だ」と将来の構想を語った[33]。

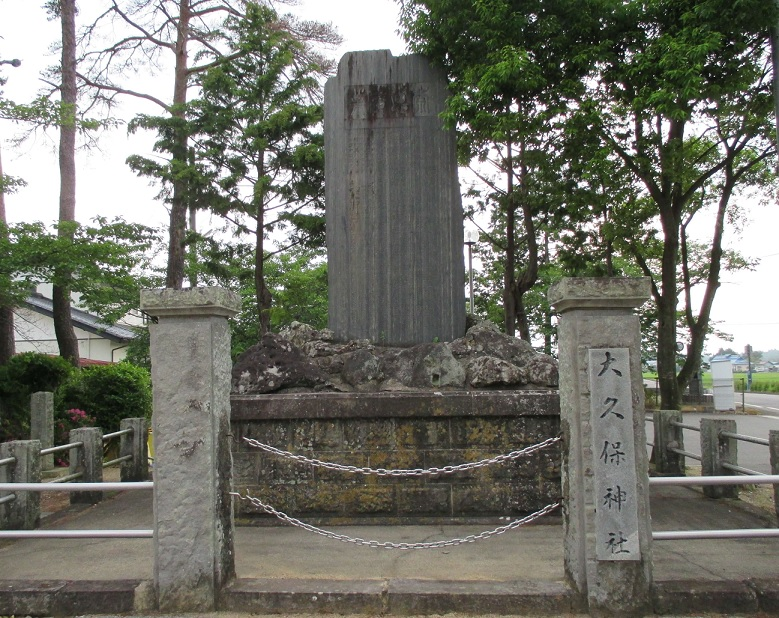
大久保神社（郡山市安積町）

- 安積疏水計画の推進者であった大久保利通を水神として祀る「大久保神社」が、福島県郡山市にあり、地元の人々によって「大久保様の水祭り」が毎年9月1日に執行されている[34]。
- 地元鹿児島では長らく「西郷どんの敵」とされていた。彫刻家の中村晋也が制作した銅像が建てられたのは、徐々に再評価が高まってもいた昭和54年（1979年）の西南戦争百周年の機会であった。

## 評価
- 西郷隆盛

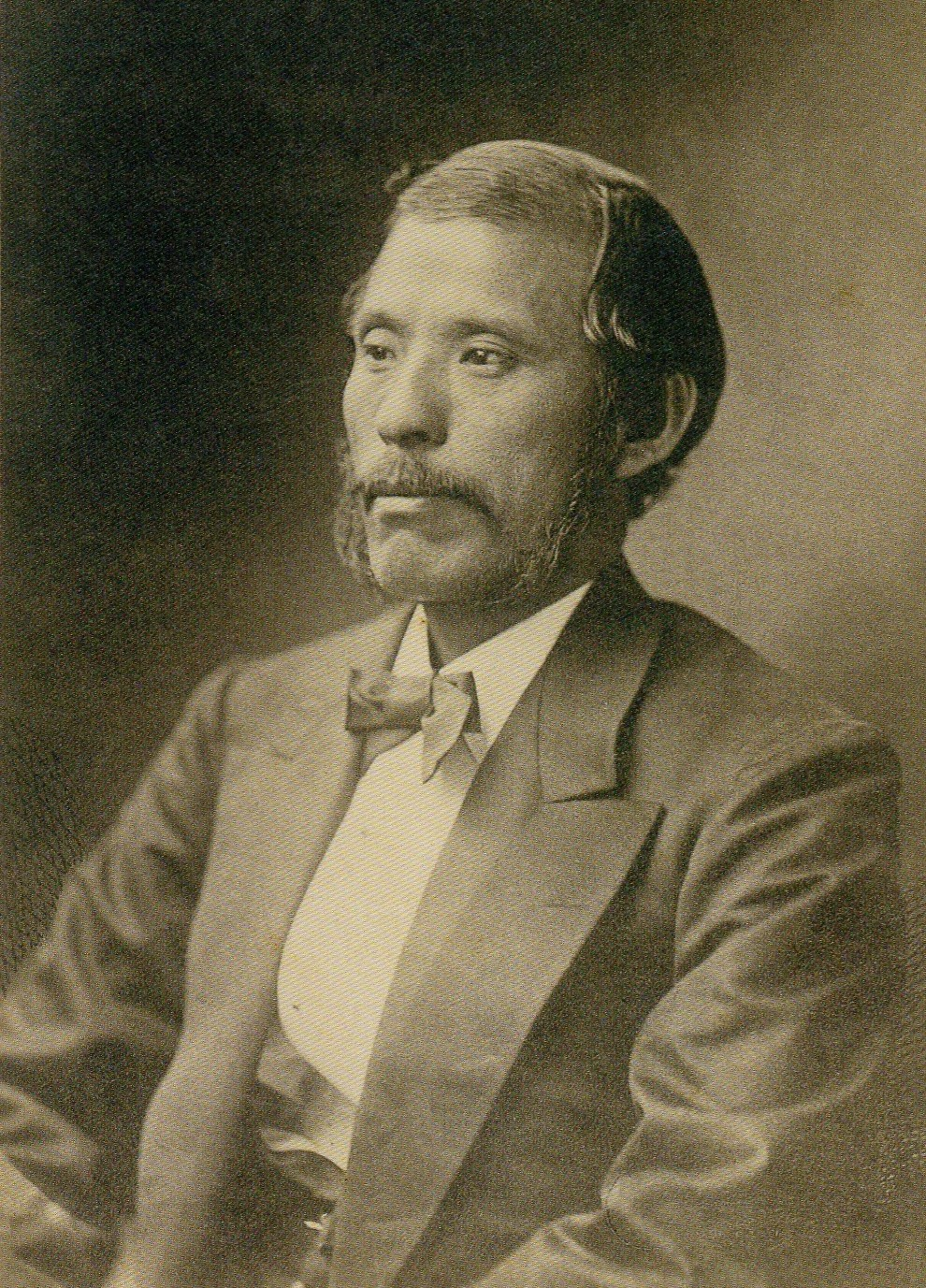
1872年2月、ワシントンDCにて撮影（大蔵卿時代）

  - 「もし一個の家屋に譬ふれば、われは築造することにおいて、遥に甲東（大久保）に優って居ることを信ずる。然し、既に之を建築し終りて、造作を施し室内の装飾を為し一家の観を備ふるまでに整備することに於ては、実に甲東に天稟あって、我等の如き者は雪隠（便所）の隅を修理するも尚ほ足らないのである。然しまた一度之を破壊することに至っては甲東も乃公（おれ）に及ばない」[35]
  - 「大久保は予の畏友で実に予の手駒である。予若し事に死することあらば、予に代わって起つべきは大久保である」
- 長州閥の総帥である木戸孝允とは、維新後は政治的に対立することが多かったが、公人としては互いに認め合っていた。木戸は大久保に多くの不快を持ちながらも、政治家としての大久保については「大久保先生の人物には毫も間然するところこれ無く敬服つかまつり候」と評価し、大久保も参議を辞任した木戸の慰留に何度も努めるなど、政治的な同僚としての木戸を強く必要とした。
- 松平春嶽 「大久保利通は、古今未曾有の英雄と申すべし。威望凛々霜の如く、徳望は自然に備へたり。力量に至っては、世界第一ならん。余が大久保をかくのごとく稱讃するは、他人の稱讃とは違へり。支那の談判、江藤の討伐、其の他公の事業に種々あれども、余の見る所は御維新也。（中略）日本全国の人心を鎮定して、その方向を定む。皆大久保一人の全国を維持するに依り、維新の功業は大久保を以て第一とするゆえなり。御一新の功労に、智勇仁あり。智勇は大久保、智仁は木戸、勇は西郷也。此の三人なくんば、如何に三条、岩倉の精心あるも貫徹せざるべし。大久保は豪傑なれども、どこ迄も朝廷を輔賛するの心ありて、倒れて止むの気象也。余の見る所にては大久保、木戸、西郷、廣澤、この四人なくんば御一新は出来まじ」[36]
- 勝海舟 「情実の間を踏み切って、ものの見事にやりのけるのは、そうさなアー大久保だろうよ。大久保のほかにはあるまいよ。だがね、大久保という男はあんまり功名を急ぐ欠点があるから、折々やりそこないがあったけれど、あの男のように思い切った果断に富んだ者はマアー珍しいだよ。それだから情実の相撲取りをする今の世の中には、ああいう男が是非とも入用ださ」[37]
- 大隈重信は大久保を「維新時代唯一の大政事家」と評し、意思の堅固と冷静で決断力に富んでいる点を挙げている。さらに、同じく維新の三傑のひとりの木戸孝允とともに「維新時代の二大英傑」と評している（大隈は西郷を評価していなかった）。
  - 「大久保は辛抱強い人で、喜怒哀楽顔色に現はさない。寡言沈黙、常に他人の説を聴いて居る、『宜かろふ』と言ったら最後、必ず断行する。決して変更しない、百難を排しても遂行すると云ふのが特色であった。（中略）大久保は一見陰湿な方で、且つ武骨無意気な風であった」[20]　
  - 「彼の頭脳が明晰で、その判断が嘗て正鵠をあやまらなかったのは、畢竟この沈着の態度を失わなかったところに基づいている。或る場合には、彼の性格は如何にも頑固に見えて、甚だ才略に乏しいように受け取られたが、之れ畢竟極めて強固なる意志の力と執着力の甚だ猛烈なるものありしことと、赫々たる政治的熱心の絶えず活動していた結果である。假令彼に対する反対の声が、四方に起っても、彼は毫も恐れず、騒がず、怨まず、決して愚痴も零さなかったのである。（中略）決して彼は機敏な人ではなかった。併し全く自らを恃む人であって、常人が狐疑逡巡して居る間に、どしどし断行して行ったのであるから、その執る仕事には非常な成績が挙った。素より彼は、意思の人であって、感情の人ではなかった。その冷ややかなることは、鉄の如くであって、毫も温かみのない人のように見えた。或場合には、甚しく保守的の思想を表わすことがあったが、さりとて頑冥な保守党の因循家ではなかった。例えば、学者の説を聞いても容易に同意しない、黙考し再考し三考するという風で、沈思黙考の結果善いと確信したならば、彼は猛然進んで毫も余力を残さないという遣方であったから、彼の進行の前路に立ち塞がり得る者は、殆ど無かった」
  - 「大久保は意思の代表的人物であり、木戸は感情の代表的人物である。木戸は頴敏で磊落な才子の方で、大久保は堅剛の君子人である」
  - 「柔か物を、チャンと衣紋を繕い、丁寧に着て汚れた物などは一つも身に着けず、髭にも丹念に櫛を入れ、油を用いて一本々々癖を直し、形を造る。髭の捌き方にも注意する跡の見えたのは大久保だった。悪く言えば派手だったね。彼の謹厳な人にしてはと思われるほどに」[38]
  - 「殊に彼の偉大であった一つは、彼が斯の藩閥的関係を以て、身を立てたるにも拘らず、殆んど藩閥的偏見に超脱していた点である。如何にも同藩の者を多く採用したことはあるが、之れとて其間に偏見のあった訳では毫もない。この大見識は彼の人物を見る上に就て、最も深く注意すべき点である」
  - 「大久保公は、沈着で喜怒色に顕れない。知らぬ人は近づく能はず、知る人も狎るるを得ずという風で、木戸公はリベラル、大久保公はコンサバチーブ、両公相俟って大政維新を成就し、維新後の難局を処理して、開国進取の基を開かれた」[39]

- 伊藤博文

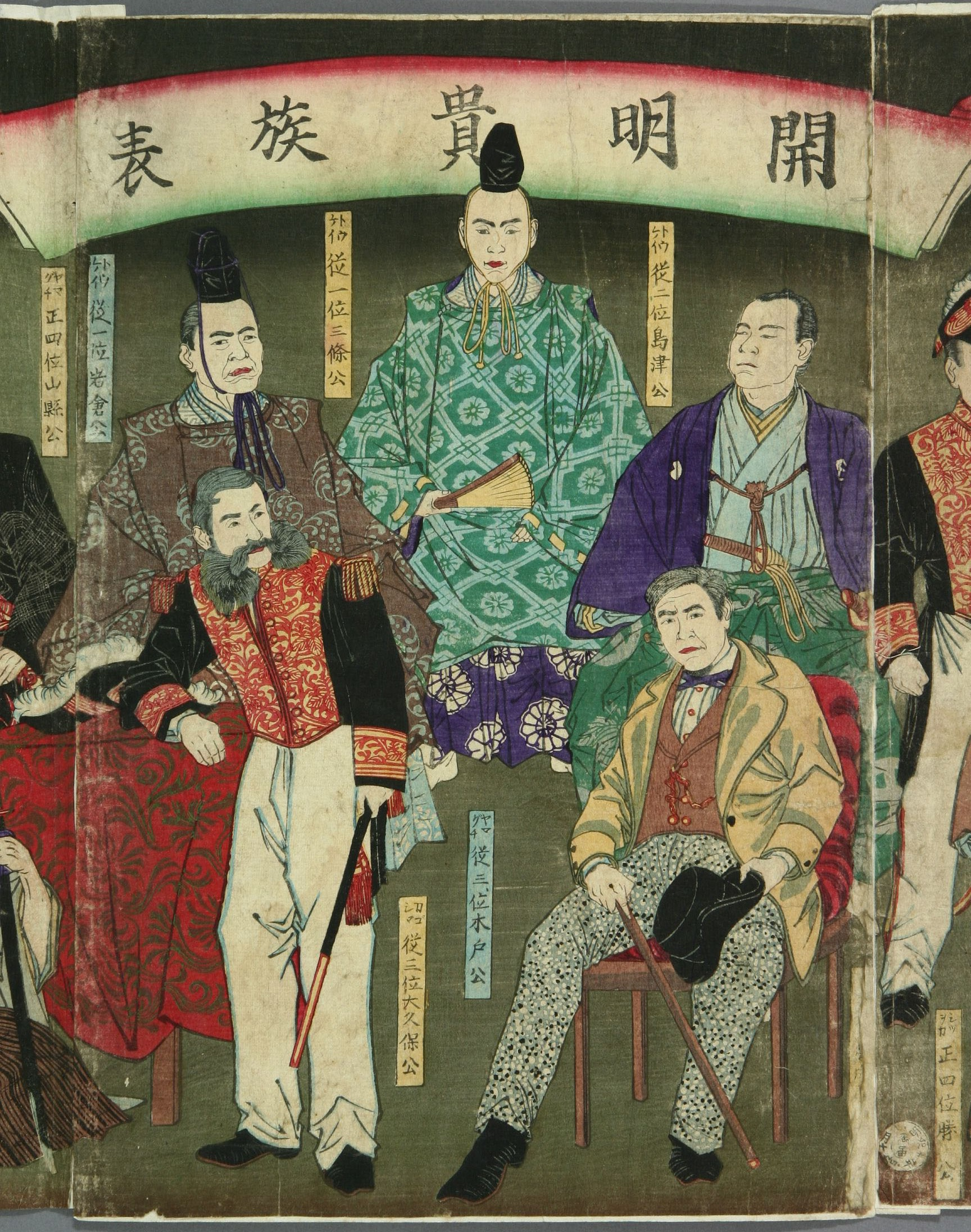
應需進斎筆「開明貴族表」、大判三枚続錦絵（中）。左下に、従三位大久保公とある。

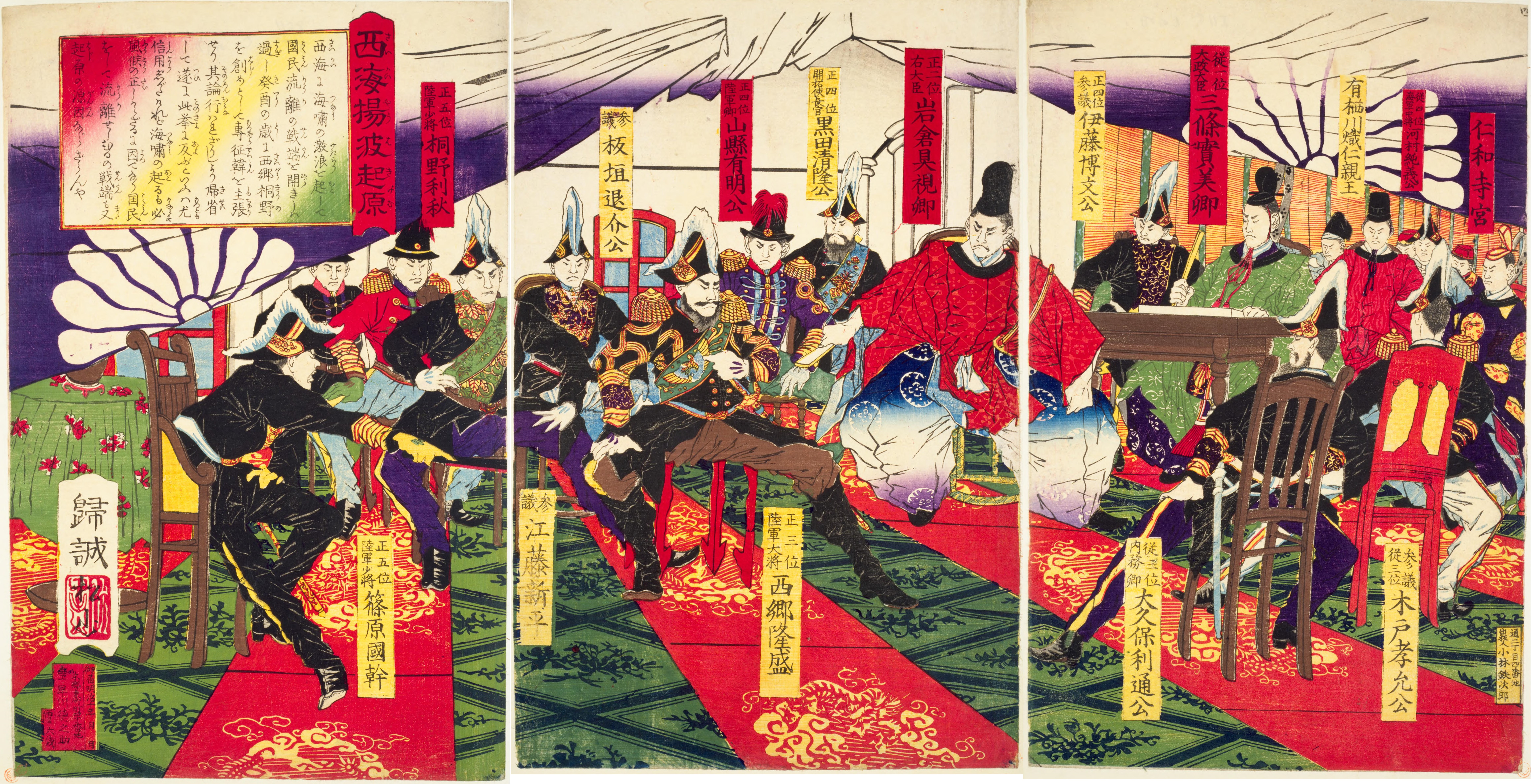
歸誠松山筆「西海揚波起原」、大判三枚続錦絵。手前の右から二番目に、大久保利通が描かれている。

  - 「公の事績を、一言にして掩へば、危難の際に局面を維持する力が非常に強い、という一句で盡されると思う。木戸公は才識共に勝れた人で、どちらかといえば、寛仁大度、識力の広い人といってよかろう。大久保公の方は沈毅で、忍耐力の強い人で、容易に進退するということをしなかった。木戸公は識の高いだけに、識によって物事を判断して往こうという人だから、忍耐力の方では自ずから大久保公に一歩を譲っていた。その代わり識力の方では、大久保公も木戸公に一目置いた。両雄の取組みは、こんな具合のものだった。岩倉、木戸、大久保三公はとにかく度量といい、胆力といい、時流に卓絶した点といい、遥かに儕輩を抜いていた。予が先輩として見る所では彼の三人に及ぶものは一人もない」[40]
  - 「大久保さんの威厳は一種天稟であった。兎角人間の威厳は傲岸偏狭をともなうものであるが、大久保さんは全く違っていて、誠に珍しい度量の広大なる方で、しかも公平無私で、誰でも人を重んずる風がある、非常に広い大きな人物であった」
  - 「大久保さんは、誠に度量のひろい大きな方であった。かの西郷の如きは、誠に竹馬の友として幼少のときから親しい間柄であったにもかかわらず、我輩などに対して話されるときでもつねに、老西郷、老西郷といわれ、また先代木戸公に対しては、木戸先生と鄭重に尊称しておられた。これは単に表面上ばかりでなく、殊更につくられた態度でもなく、実際に心中に敬意を表せられ、推称しておられたように思われる。それに、平生、誰の系統とか、何藩人とかの区別を設けず、何人に対しても推すべきは心中からこれを推し、用いるべきは心中から敬して用いておられた。それゆえ大久保さんにはみんな心から服し、喜んで力を致したのである。ゆえに天下に志ある者は、多く大久保さんの知遇を得んことを欲したのも、決して偶然ではない。それで、明治の世となって以来、大久保さんほどに国家の難局を処理し、また事業を多く遂行された方は、維新の諸先輩中他に類例を見ないのである」
  - 「わが国憲法制定の歴史中、（板垣が）民選議員の建白に尽力されたことは宜しいが、しかし大久保さんが極端なる専制主義の人で、盛んに圧制政治を行い、立憲政治のことなどは、少しもその念頭になかったように述べてあるが、これは全然間違った話である。（中略）大久保さんは永らく政府の枢軸に立ち、国政上の盤根錯節を一身に引き受けて切り開かれたために、民間の政客に敵が多く、誤解も多かったが、おおよそ大久保さんほど誤解された人も少ないのである」
  - 「世間には大久保公を目して圧政家のように思う者もあるようだが、それは甚だしい間違いである。大久保公は早くより立憲政体を主唱された有力な一人である」
  - 「公は中々思慮もあり、決断もあり、軽忽に事を為さないと云う、所謂持長する所の力は余程持って居られた。難事が起これば率先して自ら当たるの人であった」[41]
  - 「（佐賀の乱、台湾事件等）公は自ら請うてその難局の任に当たられた。こういう大事の時に当たっては、何時も危険を避けず、自ら奮ってその局に投ぜられた。是れは実に公の一種人に異って居った所の特性である」[41]
- 山縣有朋 「大久保と云う人は薩人の中にても一種特別なる性格あり。云わば当時文明流の政治家なり。故に動もすれば薩人中には大久保を目して、彼は驕奢に長じたる者なりとか、金殿玉楼を造れりとか云うて誹毀する者あり。大久保の所に往きては茶一つ飲まぬと云う様なる傾きありし。現に今の侯爵大山などもその一人なりき。加うるに征韓論以来二派に分れ、一方は西郷に属して野に下り、一方は大久保に属して朝に留まることとなりしより、自ら政府の為す事は大久保一身に責任を負い、西郷と大久保と確執せしとはなかるべしと雖も、総て反対者より怨を受くるように為りたるなり」[42]
- 板垣退助
  - 「鹿児島の人には当時二派あって、武人は西郷を推し、文官の人々は大久保に属していた。かように文武両派に分かれて、その文人側は開明の状態であるかというと、案外に鹿児島はそうではない。大久保などの思想は余程古い方であったのである」[43]
  - 「大久保は先入主となって、実に剛情である。しかしこの強固なところが、また彼の長所でもあった」[44]
- 鳥尾小弥太 「大久保の理想は主して維新の大成に在り。木戸の眼光は宇内列国に注ぎ、外海を禦ぐを主としたりしと雖も、大久保は専ら維新当初の志に基き、内政を整え、国礎を建て、以て尊王の業を大成せんとするの精神なりき」[42]
- 山本権兵衛 「西郷さんのところにいくといつも喜ばれて、『自分は落語家でないから話が聞きたければ物事を尋ねてくれ』という風で、有益なる談話に時のうつるを覚えず、あたかも春風に触れるよう長閑な気持ちになり、辞して門を去るときは、誰も心中に云うに言われぬ愉快を感じたものである。然るに、大久保さんの前へ出るとこれと反対で、いかにも怖い顔をしておられた。言葉は少なく、ただその威厳にうたれて、この方から言いたいことも言われず、小さくなって帰るので、人気は自然に西郷さんの方に集まった。我輩も西郷党であったのである」
- 伊東祐亨 「余は今までに大久保さんほど厳格な、几帳面な、そして怖い人に出会ったことがない」[45]
- 松方正義
  - 「実に果決断行の人であったが、しかし怒るときは常よりも声低く、落着いて物を言い、頗る沈着の態度を取られた。そこで、西郷さんも大久保が声を低くして語り出すときには、用心ものだと言われたことがある」
  - 「非常なる精力家であって、あれほどの位置にあるひとであるから、座っていて部下を駆使して万事を慮理されたように思われるが、決して左様ではなく、何か事件があると自分で手紙を書き、自分で出かけて活動された。実に機敏なるものであった」
- 後藤象二郎 「余は従来議論においては多く人に譲らぬ自信があった。ただ大久保という人に向っては、誠に議論の仕悪い困った人であると思うて閉口していた。大久保は弁説の滔々として爽かな人ではなかったが、しかし一度大久保と議論を上下するときは、丸で岩石にでもぶつかるような心地がして、実にこの人だけは、議論のしにくい人であった」[46]
- 佐々木高行 「彼、椅子に凭れ、端然として事務を執る。同僚あるいは外国公使が試みに大久保を壓服せんと欲して、その室に入るや、彼『なんですか』と中音にて云う。来りし者はその威儀に打たれて贅語を発すること能はず、要談を了りてそうそう去るなり。その官房の煙草盆の清潔なりしは、人の長談せざりし証拠なり」[42]
- 西園寺公望 「大久保は中々悧巧な男で、政治向きの事は全然伊藤に任せて何うか斯うか切り盛りして居ったが、大久保が世帯風の才があったと云っても宜い。また極く低級の語で云えばズルかった。彼にもズルい位の智慧はあった」[47]
- 副島種臣
  - 「胆は泰山の如く、量は大洋に如く、識見高邁才幹古今に絶して居る。洵に前代未聞の豪傑である」
  - 「公の長ずる所は、つとめて大体を総覧するにあり。民心を収拾するにあり。苛察ならざるにあり。賢良を親づけ、宵小を憎むにあり。毅然不抜、確乎篤信の気象あれども、事はなはだ執拗せず。執拗せざるが故に、時と流通して、身権貴を失わず。故西郷氏も、所長多けれども、不執拗の三字だけは、この公に譲られしなり。余ももとよりこの公に恥るなり。この公の長ずる所は、区々たる一事業にあらざるなり」[48]
- 千坂高雅
  - 「大久保卿が内務省に登庁しその靴音が廊下に響くと職員たちは私語を止め、それまでざわついていた庁舎内が水を打ったように静まり返った」
  - 「大久保の威望の高かったことは、実に前代未聞といってよかった。われわれが内務省に出て見ると、卿が出て居られるかなど尋ねる必要は少しもない。卿が居れば廰内がひっそり閑として水を打ったようであるから、直ぐにそれと分った」[49]
- 福地源一郎 「大久保公は渾身これ政治家なり。凡そ政治家の資格として必要なる冷血を、多量にその脈管にたたえたる。余は未だ公の如きを視ざるなり。公の顔色を望み、風采を仰ぐごとに、余は恰も北洋の氷塊に逢ふが如き思いをなしたれば、このことを藍田三郎、小松齋治君ら告げたるに、諸氏もまた同じ思いをなすものなりといえり。その平常沈黙にして言語挙動を慎重にし、容易には笑顔を我らに見せられたることなかりき。故に余は公に用いられ、公に咫尺せること殆ど一年半の長きに渉れるに拘らず、よく公の性情を洞察すること能わず。たまたま伊藤伯の物語に依ってこれを推知するに止まりたるなり。且つや気稟の相異る、公は常に余を冷眼視せられ、余もまた敢えて勉めて公の知を求めんとはせず、長・属の間にありながら、宛然疎遠の状にてその日を送りたり。（中略）公が政治家としては最上の冷血たるに似ず、個人としては懇切なる温血に富んでおられたことがわかるのである」
- 前島密 「よく人にも計り、人の言も容れた人で、一事を裁断するにも念には念を入れる流儀だったが、ただ裁決した以上は、もう何事が起こっても気が迷うの、躊躇するのということはなかった」[50]
- 牧野伸顕
  - 「父はこういう相談には頭から反対したり、いけないと言って止めたりはせず、あまり賛成しない時は、ただもっとよく考えてみたらよかろうと言うのが常であった」[51]
  - 「私が子供心に大西郷や大久保から受けた印象を言えば、この人たちは普通の人たちよりも一桁上の人間であるという感じがした。私が偉いと思った周囲の人たちでさえこの両人を特別扱いするのを見たためもあろうか、とにかく押し付けられる気分がした。体も大きかった。そして西郷は身なりを構わない人で、ご承知のような薩摩飛白の筒袖を着て平気だったが、それでも船宿などに行く時には気になったと見えて、私の父の衣服に着換えた。大久保は背が高く、西郷は太っていたので間に合ったのだろう」[52]
- 林董
  - 「大久保は明治年間における唯一の大宰相であったと思う。社稷の臣、宰相の器として其右に出づる者はない。（中略）事務などを以て大久保を論じては大変な間違だ。裁決流るるが如しとか何とかいうのは、ヤリ手とか才子とかいうもので、畢竟それは刀筆の吏である。大久保はそんなものを超越しておる。あれはただその人その物が国家の柱石であったのだ」[53]
  - 「一の建議案が諸参議の間に全部賛成を得てから大久保の処へ出ると、その場合大久保がもう一遍よくお考えになったらいいでしょうと言ったら、その案はもう潰れてしまったことにされた。（中略）よく考えたらいいでしょうの一言で以て諸参議の賛成案もたちどころに潰れた威重は、要するに、あの人の至誠国に尽くすの心、己を空しくして国のためにした、あの人格の力である。だから、あの人のいた間は天下はピリッともしなかった」[54]
- 高橋新吉 「大久保公は部下に対しては大変親切な人でした。親切で大変よく世話もされたが、しかし決して礼譲を疎そかにされなかった。私どもを呼ぶのでも決して呼び捨てにはせず、また高橋君とさえも言われなかった。何時も、『高橋さん、あなたが』と言う風の物の言い振りで、私どもが行って辞儀をしても、先方はやはり丁寧に頭を下げて、畳へ二、三寸ばかりのところまで俯いて辞儀される。帰る時は玄関まで送って出て、シッカリと辞儀をされた。この点は大西郷がよく似ていた」[55]
- 久米邦武  「なにしろ大久保さんは無口な人で、（洋行中の）汽車の中でも終始煙草ばかり吹かしていた。（中略）大久保さんの煙草のみは非常なもので、大久保さんが汽車におると、外から戸をあけて這入った時、煙が濛々としているくらいだった。（中略）大久保さんの笑い振りはどこか親しげな微笑が浮かぶのみで、そう愛想笑いをするのでもなく、ただなんとなく打ち解けた笑い方で、恐ろしい中にも心から信頼のできる親に対するような気持ちがされた」[56]
- 佐藤進 「公の風貌は他諸君の談話にも尽くされてある如く、眼光炯々として鋭く輝き、頬より頤にかけて漆黒なる髭を厳しく垂れ、一見人をして覚えずその権威に畏敬の念を懐かしめ、しかのみならず寡言沈黙いやしくも口を開かざるため、善く言えばますますその権威が加わり、悪口をするとなおなお窮屈と畏怖が増すのであった」[57]
- 速水堅曹 「士族授産はつまらぬと言ったら、大久保公は私をギロリと睨んで『すでに勅が出た』とただ一言いわれた。ピシリと頭に応えて、私は黙って還ったが、イヤもう恐ろしい威厳で、私は生涯あんな怖いことはなかった」[58]
- 石井省一郎 「大久保公が今少し永く朝廷に立って居られたらば、世の中も今日の如きものではなかったであろう。公の如きは誠に国家棟梁の臣であった」
- 武井守正 「大久保さんは未だ嘗て一度たりとも『之は困った』と云ったことがないとて有名な話になっていた」
- 安場保和
  - 「余が驚いたのは、欧米巡廻の旅行によって公の人品が変化していたことであった。従前は、只豪邁沈毅の気象のみに富んだ人であったが、巡廻後はそれに洒落の風を交え、加うるにその識見が大いに増進せるを感じたのである。初は全く政治の大體のみに心を傾けて、餘り些細な事には留意されない人であったが、帰朝後は、我帝國をして宇内萬邦に対峙せしめんには、必ず富国の基礎を強固ならしめなければならないと語られ、施政方針は、専ら教育、殖産、工業、貿易、航海等の事業にあって是等を盛んに奨励せられたのであった」
  - 「大久保さんに接してその端厳な威容と、そのよく人言を傾聴して倦まなかった熱心さとを見ると、まるで大久保さんが二人居るようであった。一人の大久保さんは威儀端然たる大久保さんで、他の一人の大久保さんは謙遜で、敬虔で、よく人言に耳を傾ける大久保さん。私はこの二人の大久保さんを見た」[49]
- 河瀬秀治
  - 「公は部下を使わるるに、よく其心を人の腹中において其力を信認され、部下に遣れるだけのことを遣らせるという風であった。（中略）『各部の専任者は、決して私一己に使われるとか、薩長に使われるとか思わずに、国家の役人である、国家の事務を掌るというつもりで自任してやって貰わなければならない。且また細かい事は自分は不得手である、事務の方は、万事諸君に一任するから力を盡して遣って貰いたい。其代り、責任は我輩が引受けてやる。顧慮せずに遣って貰いたい』と云われた。（中略）殊に公に敬服すべきは、人に任しておいて動かなかったことである」
  - 「大久保公の内務卿時代には、内務卿の室は、神聖なものと見做されていた。何時行ってもシーンとしたもので、大久保公の所へ何か一つ議論でもしようと押しかけて行く者があっても、内務卿の室へ入ると、議論を始めるどころか縮み上って還って来るという風であった。卿の室には粛然として声が無かった。仕事の上の事でも唯黙って聞いて居られた。自分でも議論はされず、伺い書があると呼び付けて聞いて、『ヨシ』と言ってポツンと印形を押して、黙って返してよこすという風であった」
  - 「大久保公はそういう厳格な人ではあったが、しかし人を叱るというようなことは決してされなかった。私はたった一度叱られたことがある。恐らく、あれくらい烈しく叱られた者は、私一人であろうと思う。（中略）一旦やりかけた事を、不詮索の結果、後になって変更するようなことは、ひどく嫌いであった」
- 金原明善 「（天竜川の）治水の問題で、伊藤内務卿の時代は三ヶ月を費し、大久保内務卿の時には僅に一日にて慮断された。たとひ時代の推移はあるにせよ、その人物の等差も隔りがあるものである」
- 渡辺昇 「木戸公が（地方官会議の）議長席に着き、議場整理の任に当られたけれども徹底しなかった。そこへ大久保公が入って来、議長の外側に着席されると、満場水を打ったように静粛となり、議論好の議員達も、成るべく発言を遠慮し、殊に寡言な大久保公が簡単な説明でもされようものなら、分からぬでもわかったような顔をして引下ったものであった。木戸公に粛清な風があれば、大久保公には慥に雄大な趣があった。大久保公をして明治二十三年まで長命せしめ、帝国議会に臨ましめたならば、堂々たる一国の大宰相として議政府三百の頭顱、恐らく正面より戦う者なかったであろう」
- 渡辺国武
  - 「沈毅果断の人で、天稟により国家の大臣たる資格を備えて居られたというてよろしい。多弁でもなければ事を軽々しく決断もされなかった。また大久保さんは随分信義を重んぜられた。その一諾には実に千金の値があった」
  - 「大久保さんの在世中は、執拗偏見だとか、専断専制だとか、随分天下の怨府となって居られた」[35]
- 多田某（内閣吏員） 「大久保氏は極めて寡言のひとなり。然れども始終黙するにもあらず。普通の事は役所にてもよく笑いし事あり。しかして公務につきては多く口を開かず、黙して人の言う所を聴き居たり。明治八年より開きたる地本官会議において、府知事県令はいずれも当時の豪傑にして、容易に屈服するの人あらず。然るに大久保内務卿の前においては、議場粛然あたかも水を打ちたる如く、その言はただ命これ従うの状なりき。沈黙なる代りに一たび引き受けたる事は百礙を除き、万難を排して遂行するの概あり。よって地方官は皆大久保氏に信を置き、一諾千金より重しとは大久保の事をいうなりと感歎する者ありき」
- 河島醇 「世人は動もすれば甲東の謹厳にして沈黙なるが為に、青年書生の如きは軽視して引見することが尠かったように考える。しかし甲東は決してそんな人ではなかった。青年輩が相携えて其邸に到り教を乞うことがあれば、熱心と親切とを以て諄々として誨へ導くのを常とせられた」
- 高島嘉右衛門 「私が逢った人物の中で大久保さんほど恐い人はない。大久保さんが人に対して言う言葉が三つあった。それは『よろしい』、『いけませぬ』、『考えときましょう』という三語である」[59]
- 本因坊秀栄 「当時威権赫々たる廟堂の大黒柱でありながら、少しも辺幅を飾らぬ純真無垢な、懐かしみの深い御方で、まことに居心地が好かった。だから私は物質的にはあまりめぐまれなかったけれども、公の御邸から御使が来るか、来状がありますと、何を差し置いても、勇んで参上いたしました。時には家従から何の挨拶もない事もあり、またこの次に御一緒にというような申訳もありましたが、そこが私の最も感激した所でありました。あれ程の御身分でありながら、内帑はそんなに満たされてないのであろうかと思いやりますと、荘厳崇高なる公の人格の神々しさが、キラキラと眼前に輝いて、そぞろに頭の下がるを禁じ得ませんでした。あんな純真無垢な。そして恬澹寡欲な大宰相がまたと世にあるでしょうか」[60]
- 中江兆民
  - 「大久保は凡派の豪傑である。日本の法律・経済・道徳に今日の方針を与えたのが大久保である。大久保でなくとも日本の欧化事業は可能であったろうが、彼がいたためにこの事業は堅固に成就され、障碍にあわずに今日の如くに成就されたのである。士族反乱とくに西南戦争に際し、大久保のような剛毅なる態度をとらなかったならば、欧化事業は大頓挫をきたし、文明の潮流は一時かき乱されたであろう。大久保の屹然たる態度は激流のなかでも動じない柱のようである」[61]
  - 「公は一見して、予の志望を容れられ、初一念を貫徹することを得たが、公がよく青年を愛し、その言を聴かれたことは感服に堪えない」[45]
- 西村捨三 「大久保公は従容端然五代（友厚）氏等と、日々碁を囲みたり。木戸公来訪のときは、必ず上座に招して、玄関まで見送せられたれど、その他は左なかりし。また日々文書は、細大盲印を捺するということなし。事の軽重を甲乙に分ち、観覧の便を計りたれど、矢張り丁寧に検閲せらるること、平時に変るなし。假令は法制のことは、伊藤公に謀り、経済のことは大隈公に問い、大事吾之を決すという如く、大臣の態度を備えたり。公正剛毅申し分なき大宰相なりき」[62]
- 渋沢栄一
  - 「大久保利通公は私を嫌ひで、私は酷く公に嫌はれたものであるが、私も亦、大久保公を不断でも厭な人だと思つて居つたことは、前にも申述べて置いた如くである。然し、仮令、公は私に取つて虫の好かぬ厭な人であつたにしろ公の達識であつたには驚かざるを得なかつた。私は大久保卿の日常を見る毎に、器ならずとは、必ずや公の如き人を謂ふものであらうと、感歎の情を禁じ得なかつたものである。大抵の人は、如何に識見が卓抜であると評判せらるゝほどでも、其の心事の大凡は外間から窺ひ知られるものであるが、大久保卿に至つては、何処辺が卿の真相であるか、何を胸底に蔵して居られるのか、不肖の私なぞには到底知り得らるゝもので無く、底が何れぐらゐあるか全く測ることの能きぬ底の知れない人であつた。毫も器らしい処が見えず、外間から人をして容易に窺ひ得せしめなかつた非凡の達識を蔵して居られたものである。私も之には常に驚かされて『器ならず』とは大久保卿の如き人のことだらうと思つてたのである。底が知れぬだけに又卿に接すると何んだか気味の悪いやうな心情を起させぬでも無かつた。之が私をして、何となく卿を『厭やな人だ』と感ぜしめた一因だらうとも思ふ」[63]
  - 「大体から其平素を謂へば、大久保卿は江藤さんや黒田伯とは異つて、容姿の閑雅な、挙動に落付いた処のあつた方で、容易に他人と争はれるやうな事をせられなかつたものである。私と争つた場合の事に就て謂へば、若し大久保卿にいま一段と大きな性格がありさへしたら、あの場合にも私などと争はず、私の言ふ処にも理があるから、一つその意見を訊し詳細を聞いてやらうとの気を起され、私と争ふ如き児戯に類する事をせられなかつた筈だと思ふのである。ここが木戸先生と大久保卿との異る処である」[64]
  - 「大久保は、とかく財政には関心がなく各省が欲しがるままにその費用を支給しようという考えで、自分は一人この間にいて、とくに苦慮し、尽力もしました。大久保は国家の柱石ともいわれる人で、現に大蔵省の最高権力者である。それなのに財政の実務に詳しくないどころか、その根本原理さえわかってなかった」[65]
- 高島鞆之助 「南州翁を訪うてその警咳に接した時には、心持がさっぱりとして胸が開け、何とも知れず愉快な心持になる。去って甲東と話してみると、これはまた南州と正反対に何とも知れぬ厳粛な心持になる。そうして今まで楽しかった春のような気分も、忽ち消失せて寒厳骨に徹する冬の思いがする」[49]
- 鮫島武之助 「森有礼さんが公使として赴任を命ぜられた時のことであった。築地の自邸に別離の宴が催されて、当時の顕官達が大抵その席に列した。時刻が近付くと客が追々に集まって来て、話が遊びのことに及び、お互いに素っ破抜きだの皮肉だのが出て興が漸く熟して来た。そこへ大久保さんが見えて上座に着かれると、今まで沸き返って居た宴席は忽ちひっそりとして、如何にも真面目なしんみりとした別宴となった。自分はその頃年少でたまたま森家に居合わせたが、この光景を見て、偉人の威力というものはかようなものかと深く感激した。その時のことを想い起すと未だに大久保さんに対する畏敬の念を新しくせずには居られぬ」[49]
- 松田秀彦 「当時私の妻の兄が霞ヶ関の大久保邸門前に住んでいたので、私は同家に止宿し大久保の一挙一動を探った。そして彼の顔をよく知っておく必要から再度訪問もしたが、身丈五尺五寸凄味のある彼であるが、私には極く親切で何事も話してくれた。話をそっちのけにして顔ばかり見つめていたので、あるとき『貴公はどうして顔ばかりみるんじゃ』と質問されたこともあり、彼の生活は質素なものであったと後世伝えられているが、銀の火鉢に金の煙管で煙草を吹かしており、しかも一か月の煙草代十六圓であることを知って憤慨したものだ」[66]
- 小野梓 「大久保ほど世人に誤解されてる人はいない。世人は凶賊島田一良らと同じように誤解して、大久保が専制の治を主張したと思っている。しかし、大久保こそ真に国家の利益を図ったのであり、明治維新の目的を成就したのである。それは、明治十一年に府県会を開設し、人民が参政権を得る端緒を開いたことにあらわれている。いやしくも専制の主義によって政治を行うような下心があるならば、府県会を開くような自由の制度を実行するはずがない。大久保は、決して専制の政治を永く行うことなどは欲してはいなかった。ところが、とかく世人に誤解されて専制主義の政治家である、と言われるようになったことは甚だ惜しいことである。大久保を追懐する一文を掲げたのは、彼の冤を訴えてその本意を明らかにするためである。大久保が世人に誤解されているのは、国家のために不利であると思うからである」[67]
- 島田一郎 「（紀尾井町事件の際）甲東この急場に臨み、命を助けよと言わずして、しばらく命を貸せという。その大胆、実に驚くべし。我れ大人物を殺せしを悔ゆ」[68]

## 系譜

藤巴紋

大久保氏
明確ではないが藤原氏末流を称している。家紋は左三つ藤巴。戦国時代末に京都から薩摩に移るというが、系図は貞享年間に市来郷川上（現在の鹿児島県いちき串木野市）に中宿（城下に籍を残したまま他郷へ移住すること）した大久保仲兵衛より始まる。明治11年（1878年）5月23日、明治天皇の特旨により、大久保家は木戸孝允の木戸家とともに華族に列した。勲功のみによって華族令公布以前に華族に列したのは広沢真臣の広沢家とこの2家のみである。明治17年（1884年）の華族令公布時には当主大久保利和は侯爵に叙された。

### 家族・子孫

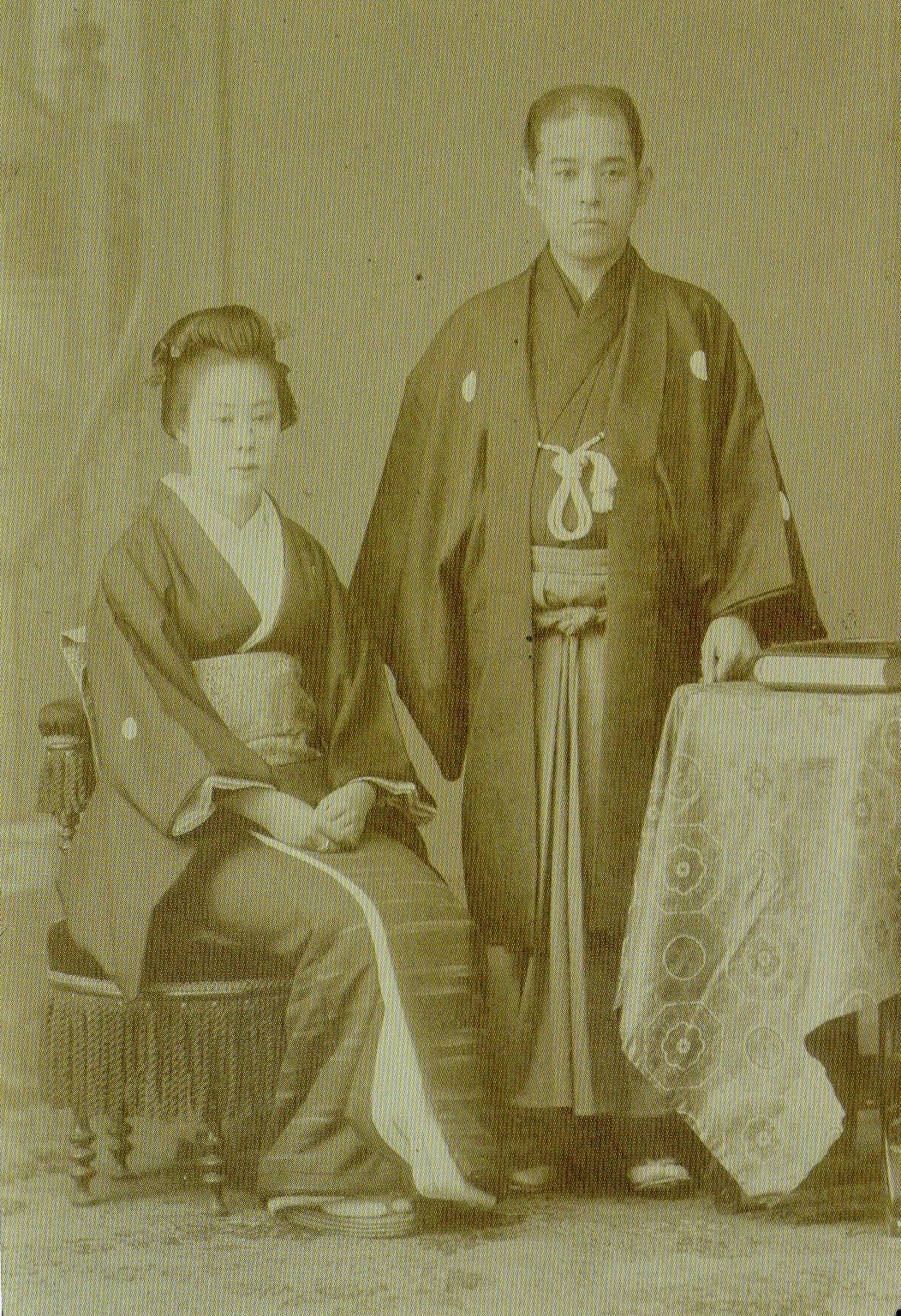
長男の大久保利和と、妻の尚

子供は正妻との間に四男一女、妾との間に四男をもうけた。
- 正妻：満寿子
  - 長男：大久保利和（侯爵）
  - 次男：牧野伸顕（縁戚の牧野家に養子となる。伯爵・内大臣）
  - 三男：大久保利武（侯爵）
  - 五男：石原雄熊（いしはらゆうくま、1869年 - 1943年、石原近昌（利通の妹・キチの夫）養子、妻は八重子）
  - 長女：芳子（よしこ、1876年 - 1965年、伊集院彦吉の妻）
- 妾：おゆう
  - 四男：大久保利夫（としお、幼名・達熊（たつくま）、1867年 - 1894年、20代で早世）
  - 六男：大久保駿熊（しゅんくま、1870年 - 1912年、農業技師、島糖業試験場長、妻は税所篤の孫・サワ）
  - 七男：大久保七熊（しちくま、1871年 - 1943年、農業技師、妻は恩地順之助長女・こきん）
  - 八男：大久保利賢（としかた、1878年 - 1958年、横浜正金銀行頭取、妻は高橋是清次女・和喜子。利通没後に出生）[70]

大久保の孫の大久保利謙は日本近代史家、国立国会図書館憲政資料室の成立に寄与した。もう一人の孫である大久保利春は、丸紅の専務で、1976年のロッキード事件に際しては贈賄側のひとりとして逮捕・起訴され、有罪判決を受けた。「じいさんにあわせる顔がない」が口癖だったという。大久保利春の姉妹であるユリコは、夫が安田一（安田財閥当主）、子に安田弘（安田不動産顧問等）。
曾孫に吉田健一（作家）、杉山淑子（ホーネンコーポレーション元社長杉山元太郎（杉山金太郎長男）夫人）、大久保利晃（放射線影響研究所理事長、元産業医科大学学長）、玄孫に寬仁親王妃信子、麻生太郎（第92代内閣総理大臣）、武見敬三（参議院議員）、来孫に堀内詔子（衆議院議員）、千聖（ミュージシャン）がいる。
父・利世の沖永良部島時代の島妻の子孫に植村花菜がいる。

## 官位及び栄典の履歴
- 明治元年閏4月21日（1868年6月11日）：従四位（辞退）
- 明治2年6月2日（1869年7月10日）：従三位、永世賞典禄1,800石
- 明治10年（1877年）11月2日：勲一等旭日大綬章
- 明治11年（1878年）5月15日：贈正二位右大臣
- 明治17年（1884年）7月7日：継嗣利和が侯爵に叙爵される。
- 明治34年（1901年）5月22日：贈従一位

## 関連作品

### 史論
- 池辺三山 滝田樗陰編
  - 『明治維新三大政治家 大久保・岩倉・伊藤論』

### その他
- 『五賢人胸像』（監修：北村西望、制作：小金丸幾久、1967年、所蔵：旧多摩聖蹟記念館）
  - 向かって右から木戸孝允像、岩倉具視像、三条実美像、大久保利通像、西郷隆盛像が安置される[72][73]。伊藤博文ではなく西郷隆盛を五賢人と扱うことを特徴としており、その容貌は親近者に確認しながら制作したため、実際に近いものとされた[73]。